# Хотча-Юзефув
Хотча-Юзефув (пол. Chotcza-Józefów) — село в Польщі, у гміні Хотча Ліпського повіту Мазовецького воєводства.
Населення — 210 осіб (2011).
У 1975—1998 роках село належало до Радомського воєводства.

## Демографія
Демографічна структура станом на 31 березня 2011 року:
|          | Загалом | Допрацездатний вік | Працездатний вік | Постпрацездатний вік |
| -------- | ------- | ------------------ | ---------------- | -------------------- |
| Чоловіки | 106     | 23                 | 73               | 10                   |
| Жінки    | 104     | 15                 | 55               | 34                   |
| Разом    | 210     | 38                 | 128              | 44                   |